# Dongdaemun-gu
Dongdaemun-gu är ett av de 25 stadsdistrikten (gu) i Sydkoreas huvudstad Seoul. Dongdaemun ligger norr om Hanfloden. Namnet betyder "Östra stora porten". Distriktskontoret ligger i Yongsin-dong, i närheten av Yongdu station, en tunnelbanestation på Linje 2. 
Större delen av distriktet är låglandsområde under 100 meter över havet, förutom berget Baebongsan i Jeonnong-dong och den norra delen av Hoegi-dong. 88% av distriktets yta utgörs av bostadsområden.

## Administrativ indelning

### Historia
Området inrättades 1943 när gu-systemet introducerades, då var området större än idag. 1949 blev Seongbuk-gu ett eget distrikt efter ha varit en del av Dongdaemun, Changsin-dong och Sungin-dong flyttades till Jongno-gu. 1988 skapades Jungnang-gu av 18 dongs från Dongdaemun.

### Nuvarande indelning

Dongdaemun består av 14 stadsdelar (dong).
- Cheongnyangni-dong
- Dapsimni 1-dong
- Dapsimni 2-dong
- Hoegi-dong
- Hwigyeong 1-dong
- Hwigyeong 2-dong
- Imun 1-dong
- Imun 2-dong
- Jangan 1-dong
- Jangan 2-dong
- Jegi-dong
- Jeonnong 1-dong
- Jeonnong 2-dong
- Yongsin-dong

## Utbildning
I distriktet finns tre universitet:
- Seouls universitet (Jeonnong-dong)
- Hankuk University of Foreign Studies (Imun-dong)
- Kyung Hee-universtitet (Hoegi-dong)